# Șeptîci, Sambir
Șeptîci (în ucraineană Шептичі) este un sat în comuna Mîhailevîci din raionul Sambir, regiunea Liov, Ucraina.

## Demografie
Componența lingvistică a localității Șeptîci
     Ucraineană (99,65%)
Conform recensământului din 2001, majoritatea populației localității Șeptîci era vorbitoare de ucraineană (99,65%), existând în minoritate și vorbitori de alte limbi.